# 1821 dans les chemins de fer
Chronologie des chemins de fer
1820 dans les chemins de fer - 1821 - 1822 dans les chemins de fer

## Évènements
- 5 mai.  France :   Louis-Antoine Beaunier demande la concession d'une voie ferrée de Saint-Étienne à Andrézieux longue de près de 23 kilomètres.

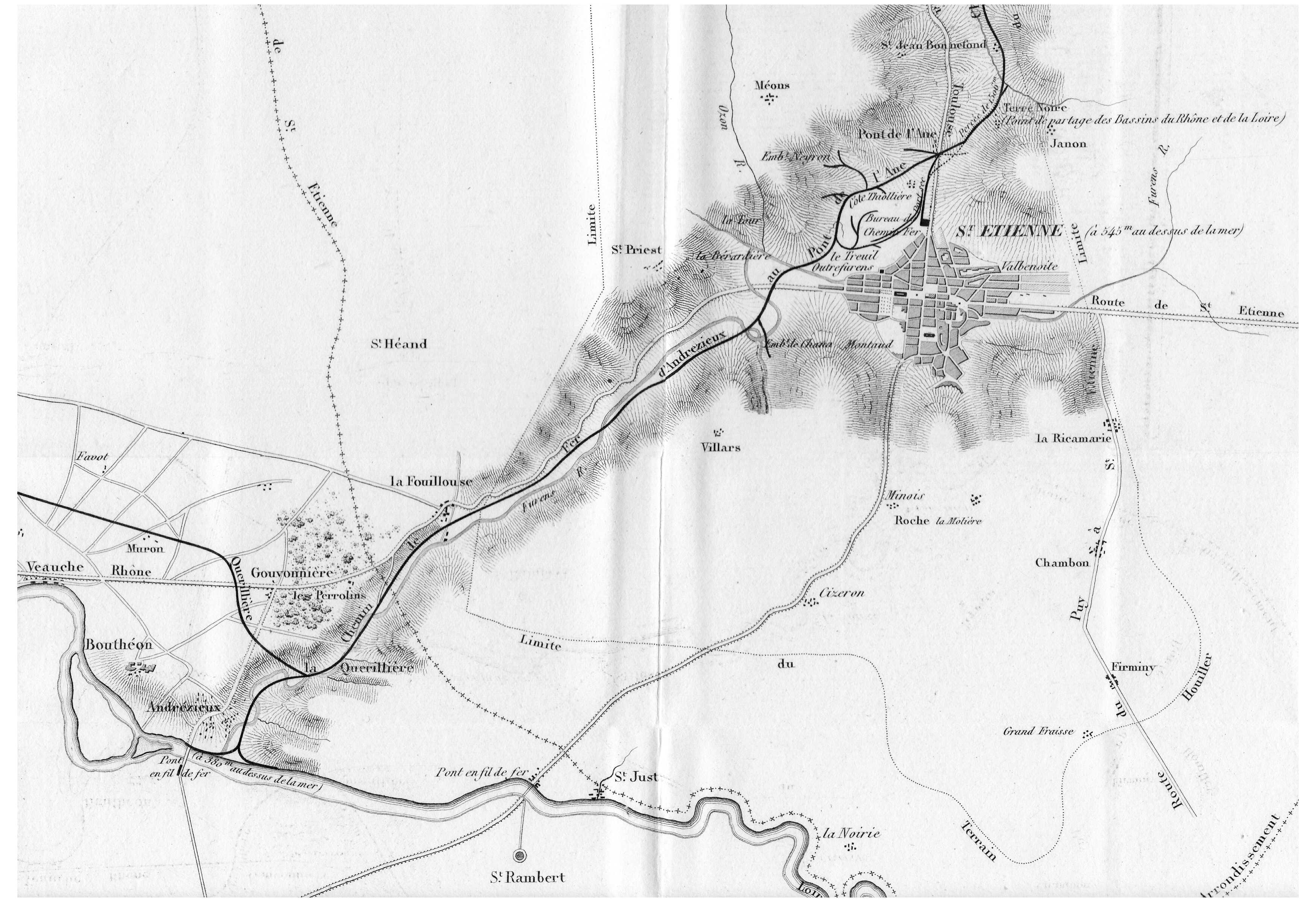
Carte de la ligne en 1837.

## Naissances
- x

## Décès
- x